# Sauveterre-la-Lémance
Sauveterre-la-Lémance – miejscowość i gmina we Francji, w regionie Nowa Akwitania, w departamencie Lot i Garonna.
Według danych na rok 1990 gminę zamieszkiwało 685 osób, a gęstość zaludnienia wynosiła 29 osób/km² (wśród 2290 gmin Akwitanii Sauveterre-la-Lémance plasuje się na 587. miejscu pod względem liczby ludności, natomiast pod względem powierzchni na miejscu 413.).
W miejscowości znajduje się stanowisko archeologiczne, które dało nazwę kulturze sowterskiej. Odkryto tu liczne szczątki inwentarzy kamiennych, do których produkcji posługiwano się techniką wiórowo-odłupkową.